# Merkurofilina
Merkurofilina – połączenie organiczne rtęci farmakologicznie odznaczające się bardzo silnym działaniem moczopędnym. Diuretyk rtęciowy mający dawniej zastosowanie w lecznictwie. Obecnie praktycznie nie używany, z wyjątkiem uzasadnionych, bardzo rzadkich wskazań (w lecznictwie zamkniętym). Stosowany był powszechnie w Polsce do połowy lat 70. XX wieku.

## Zagrożenia
Merkurofilina jest trująca przy podawaniu podskórnym, dootrzewnowym i dożylnym. Przy podawaniu dożylnym może powodować arytmię serca.
- IDLH(inne języki)[a] 10 mg/m³[2].